# 錢純
錢純（1929年2月8日—2014年3月2日），字伯玄，籍貫浙江杭州，中華民國政治人物，曾任中華民國財政部部長（1985-1988）、行政院秘書長（1988-1989）。1985年8月爆發震撼台灣經濟的十信事件，引發金融界震動，錢純臨危受命擔任財政部長。
2014年3月2日凌晨病逝台大醫院，享壽85歲。

## 家庭
父親錢思亮曾任國立台灣大學校長、中華民國中央研究院院長。二弟錢煦是科學家中央研究院院士。幼弟錢復曾任外交部部長、國民大會議長、監察院院長。
遷移臺灣時，錢思亮、錢復父子一家，同俞大維一家，均借住於傅斯年的台灣大學校長宿舍。直到傅斯年過世，錢思亮緊急接任台大校長，有自己的宿舍，方搬離該處。

## 學歷
- 美國明尼蘇達大學經濟研究所碩士[1]
- 臺灣大學經濟系學士

## 經歷
- 中國國民黨中央委員會中央評議委員（民國82年）
- 國際證券投資信託公司董事長（民國82年至88年）
- 中國國際商業銀行代董事長（民國81年至82年）
- 總統府國策顧問（民國78年至85年）
- 中國國際商業銀行顧問（民國78年）
- 中央銀行常務理事（民國78年）
- 中國國民黨中央委員會中央委員（民國77年至82年）
- 行政院秘書長（民國77年7月至78年5月）
- 財政部部長（民國74年8月至77年7月）
- 行政院經濟建設委員會委員（民國73年至77年）
- 交通銀行常務董事（民國68年）
- 中央銀行副總裁（民國63年至74年）
- 中央銀行業務局局長（民國62年至66年）
- 中央銀行秘書處秘書長（民國59年至62年）
- 中央銀行顧問（民國59年）
- 行政院賦稅改革委員會執行秘書（民國57年至59年）
- 財政部賦稅研究小組執行秘書（民國56年至57年）
- 中國銀行經濟研究室主任（民國52年至59年）
- 中國銀行經濟研究室副主任兼代主任（民國52年）
- 中華開發信託公司
- 行政院經濟安定委員會工業委員會[6]